# تامی ردکین
تامی ردکین (انگلیسی: Tommy Rudkin; ۱۶ ژوئن ۱۹۱۹ – ۳۰ آوریل ۱۹۶۹) بازیکن فوتبال اهل بریتانیا بود.
از باشگاه‌هایی که در آن بازی کرده‌است می‌توان به باشگاه فوتبال آرسنال، باشگاه فوتبال بریستول سیتی، باشگاه فوتبال لینکولن سیتی، باشگاه فوتبال ولورهمپتون واندررز، باشگاه فوتبال پیتربورو یونایتد، باشگاه فوتبال لینکولن سیتی، باشگاه فوتبال هارتل پول یونایتد، باشگاه فوتبال ساوت‌همپتون، باشگاه فوتبال وستون سوپر مار، و باشگاه فوتبال پیتربورو یونایتد اشاره کرد.